# 두 아들 2
《두 아들 2》는 1981년 공개된 대한민국의 영화이다.

## 배역
- 조미령
- 현석
- 이덕화
- 안소영